# Gunnar Bøe
Gunnar Bøe (* 20. Januar 1917 in Bergen, Hordaland; † 9. Dezember 1989 in Trondheim) war ein norwegischer Wirtschaftswissenschaftler, Hochschullehrer und Politiker der Arbeiderpartiet, der unter anderem zwischen 1946 und 1948 Staatssekretär im Ministerium der Finanzen sowie von 1956 bis 1984 Professor für Sozialökonomie an der Norwegischen Technischen Hochschule (NTH) war. In der dritten Regierung Gerhardsen fungierte er zwischen 1959 und 1962 als Minister für Löhne und Preise und war später von 1969 bis 1972 Rektor der NTH.

## Leben

### Studium, Zweiter Weltkrieg und frühe Nachkriegszeit
Gunnar Bøe, Sohn des Chefarztes Dr. mit Gunnar Olaf Bøe (1878–1959) und Ragnhild Sæthre (1883–1974), wuchs in Bergen auf und hatte seit den frühen 1930er Jahren eine Reihe lokaler Vertrauensposten in der Arbeiderpartiet inne. 1936 begann er sein Studium am neu eingerichteten offiziellen Studiengang für Sozialökonomie an der Königliche Friedrichs-Universität. Nach seinem Abschluss als Cand.oecon. 1940 trat er eine Stelle als Sekretär sowie 1941 als Berater in der Preisdirektion (Statens prisdirektorat) an. Formal saß er in dieser bis 1946, aber praktisch blieb er nicht lange in der Direktion. Infolge der deutschen Besetzung Norwegens 1940 engagierte er sich im Zweiten Weltkrieg in der Widerstandsgruppe Milorg gegen die deutsche Besatzungsmacht. 1942 wurde er verhaftet und verbrachte die Jahre bis zu seiner Freilassung in deutscher Gefangenschaft in Norwegen und Deutschland.
1945 wurde Gunnar Bøe persönlicher Sekretär von Ministerpräsident (Statsminister) Einar Gerhardsen. Als Verfechter der Idee einer radikalen und nachhaltigen Wende in der Wirtschaftspolitik machte er sich bald einen Namen. Er plädierte für die langfristige Einführung eines Systems mit umfassenden Regelungen in der Wirtschaftspolitik, mit einem starken Maß an zentraler Steuerung. In ähnlicher Weise sollte die norwegische Zentralverwaltung einer erheblichen Umstrukturierung unterzogen werden. Laut Bøe sollte nach dem Vorbild des sowjetischen Gosplan ein zentrales Planungsbüro aufgebaut werden, das Arbeits- und Produktionsanstrengungen auf die Industrien verteilen sollte, die die Regierung priorisieren wollte. Der Vorschlag scheiterte – unter anderem stieß er auf Widerstand des einflussreichen Finanzministers Erik Brofoss. Es drückt jedoch einen regulatorischen Optimismus und eine Skepsis gegenüber Marktmechanismen aus, die ihn während seiner gesamten politischen Karriere charakterisieren sollten.

### Staatssekretär und Hochschullehrer
Nach einem kurzen Intermezzo vom 15. August 1946 bis zum 2. Januar 1948 als Staatssekretär im Finanzministerium (Statssekretær, Finansdepartementet) begann Bøe 1948 seine wissenschaftliche Laufbahn. Gegen Ende der 1940er Jahre drückte er durch seine Äußerungen eine immer stärkere Ablehnung der Wirtschaftspolitik der Regierung aus. Er setzte seine Forschungen am Ökonomischen Institut (Økonomisk institutt) von 1948 bis 1949 mit einem Stipendium der Rockefeller-Stiftung fort. In diesen Jahren saß er jedoch noch in einer Reihe von Zentralräten und Ausschüssen. Das wichtigste war zweifellos der Geld- und Finanzrat (Penge- og finansrådet), ein Beratungsgremium für Geld- und Fiskalpolitik, das fachlich und politisch stark besetzt war. Das Land befand sich damals in einer Zeit zunehmender Westwende sowohl in der Außen- als auch in der Wirtschaftspolitik und Norwegen verpflichtete sich durch den Empfang von Mitteln aus dem Marshallplan, den durchgängig regulierten Außenhandel zu liberalisieren. Dies widersprach seinen Grundansichten und 1951 verließ er aus Protest den Geld- und Finanzrat. Für seine Abhandlung Forsøk på å bygge opp et teoretisk grunnlag for drøfting av det økonomiske og sosiale forhold mellom næringene i Norge wurde er 1950 mit der Königlichen Goldmedaille (H.M. Kongens gullmedalje) ausgezeichnet.
1952–55 war Bøe als Stipendiatsprofessor für Sozialökonomie an der Norwegischen Technischen Hochschule (NTH) in Trondheim angestellt. In der Zeit bis 1955 vollendete er mehrere Hauptwerke, von denen seine Dissertation von 1955, Ren profitt under fri konkurranse („Reiner Profit im freien Wettbewerb“), als das bedeutendste erscheint. Nach seiner Promotion zum Dr.philos. an der Universität Oslo übernahm er 1956 eine Professur für Sozialökonomie an der NTH und wurde zudem 1958 Mitglied der Königlich Norwegischen Wissenschaftlichen Gesellschaft DKNVS (Det Kongelige Norske Videnskabers Selskab)

### Minister und Rektor der NTH

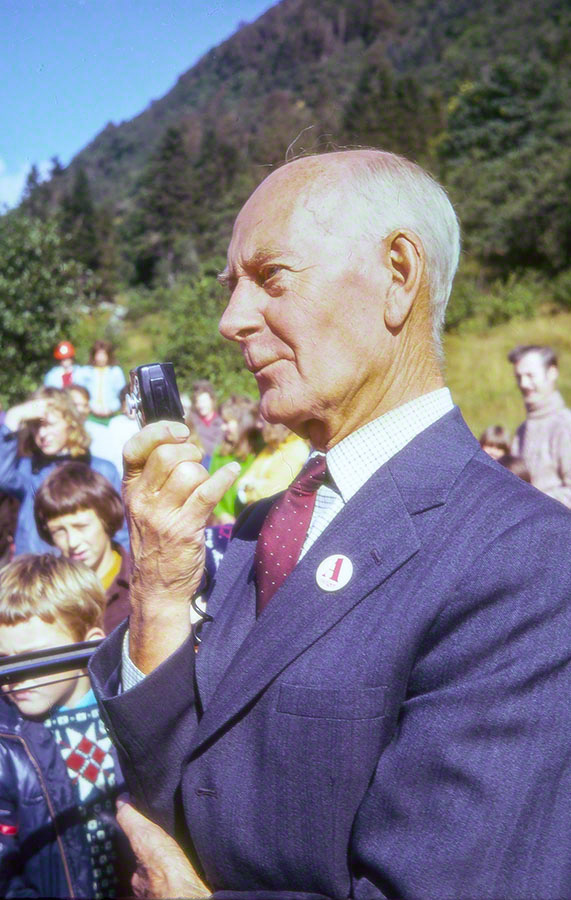
In der dritten Regierung von Ministerpräsident Einar Gerhardsen bekleidete Gunnar Bøe von 1959 bis 1962 das Amt als Minister für Löhne und Preise.

Beurlaubt von diesem Amt kehrte er in die zentralen politischen Arenen zurück und löste am 9. April Gunnar Bråthen 1959 als Minister für Löhne und Preise (Lønns- og prisminister) in der dritten Regierung Gerhardsen ab. Er fühlte sich in diesem Dienst nicht ganz wohl. Inflationsprobleme waren nach wie vor ein Thema, das mit großem öffentlichem Interesse behandelt wurde. Der Minister für Löhne und Preise wurde normalerweise als „Verantwortlicher“ für die Preisentwicklung wahrgenommen, aber in Wirklichkeit hatte er sehr schwache Instrumente, um etwas dagegen unternehmen zu können. Bøe schnitt auch bei mehreren Schlüsselpersonen in der Regierung und im Parteiapparat schlecht ab. Als die Regierung 1962 beschloss, Verhandlungen über die Mitgliedschaft Norwegens im Gemeinsamen Markt der Europäischen Wirtschaftsgemeinschaft (EWG) aufzunehmen, widersprach Gunnar Bøe offen und verließ kurz darauf am 1. September 1962 die Regierung. Sein Nachfolger als Minister für Löhne und Preise wurde daraufhin Karl Trasti. Es besteht kein Zweifel, dass Bøes Widerstand gegen die EG aufrichtig genug war – er selbst wurde bald zu einem zentralen Akteur in der Arbeit gegen die norwegische Mitgliedschaft –, aber die politische Literatur zeigt, dass Bøe zu diesem Zeitpunkt nicht mehr an einer Regierung teilnehmen wollte und dass das Gemeinsame Markt-Problem eher wie eine gute Gelegenheit erschien, sich zurückzuziehen. Nach 1962 hatte er keine zentralen Positionen in Politik und Arbeiderpartiet.
Bøe nahm daraufhin 1962 seine Lehrtätigkeit als Professor für Sozialökonomie an der NTH wieder auf und lehrte an dieser bis zu seiner Emeritierung 1984. Neben seiner Lehr- und Forschungsarbeit veröffentlichte er in den 1960er, 1970er und 1980er Jahren weitere wirtschaftswissenschaftliche Werke. Er engagierte sich jedoch sehr für das Regionalkrankenhaus in Trondheim, wo er unter anderem Vorsitzender des Bauausschusses war. Er wurde ferner 1964 ferner Mitglied der Norwegischen Akademie für Wissenschaft und Technologie (Norges Tekniske Vitenskapsakademi). Er war zwischen 1964 und 1967 zunächst Prorektor sowie als Nachfolger des Tragwerksplaners Arne Brigt Bru Selberg von 1969 bis zu seiner Ablösung durch den Schiffbauingenieur Johannes Moe 1972 Rektor der NTH. Auch in dieser Position war er eine relativ umstrittene Person, die leicht Leute gegen sich aufbrachte, und seine Amtszeit als Rektor war geprägt von Ringen und Meinungsverschiedenheiten mit mehreren Mitgliedern des Professorenkollegiums.
1940 heiratete Gunnar Bøe Ragnhild Sæthre (* 1917), Tochter des Zahnarztes Wilhelm Sæthre und dessen Ehefrau Dina Hansen. Er war ein Schwager des langjährigen Außenministers Halvard Lange (1902–1970) und Onkel von dessen Sohn, dem Historiker und Hochschullehrer Even Lange (* 1946).

### Spionageverdacht gegen Norwegen
Der Polizeisicherheitsdienst PST (Politiets sikkerhetstjeneste, damals Polizeiüberwachungsdienst POT (Politiets overvåkningstjeneste)) verdächtigte Gunnar Bøe, ein Spion für die Sowjetunion zu sein. Sowjetische Dokumente, die in den 1990er Jahren veröffentlicht wurden, zeigten, dass er bei Treffen mit sowjetischen Beamten sehr offen sein konnte. Er hatte das Pseudonym „George“ und hatte eine Reihe von Treffen mit dem KGB-Residenten Alexander Startsew. 1967 fing POT Bøe ab und erwog, ihn ins Visier zu nehmen, fand die Beweise jedoch nicht ausreichend. 1984 versuchte POT, ein Gespräch mit ihm über seine sowjetischen Kontakte zu führen, was jedoch nicht gelang. Neue Informationen, die den Verdacht erhärten, sind durch die Veröffentlichung der Dokumente des KGB-Überläufers Wassili Nikititsch Mitrochin im Jahr 2014 an die Öffentlichkeit gelangt. Es wurde enthüllt, dass Bøe laut einem sowjetischen KGB-Archiv während des Kalten Krieges norwegische Verschlusssachen an die feindliche Macht der Sowjetunion verkaufte.

## Veröffentlichungen
- Produksjonsutvalgene, Oslo 1946
- Forsøk på å bygge opp et teoretisk grunnlag for drøfting av det økonomiske og sosiale forhold mellom næringene i Norge, 1950
- Fra læren om penger og valuta, 1952
- Problemer i skattepolitikken, Oslo 1954
- Ren profitt under fri konkurranse, Oslo 1955
- Diskusjon om skattespørsmålene, Oslo 1957
- Verdensøkonomien på lang sikt, Trondheim 1964
- Says lov, 1965
- Korttids- og langtidsproblemer i langtidsplanlegging, Trondheim 1965
- Ingeniøren - fagmann og menneske, Trondheim 1965
- Handelsteori og handelspolitikk, Trondheim 1966
- Olav Oksvik. Ideolog og reformpolitiker, Trondheim 1967
- Teknisk og industriell økonomi – et aktuelt utdanningsbehov for industri og en alternativ studieretning ved NTH?, Trondheim 1967
- Some Problems Arising from the Use in Economic Analysis of Production Functions which are Assumed to be Homogeneous of Degree One with Respect to the Inputs, Trondheim 1974
- Enkeltmenneske – grupper – samfunnet. Et spørsmål om sameksistens, Oslo 1981
- Arbeidsløshet – inflasjon. Et uløselig dilemma?, Oslo 1983